# Pierino Favalli
Pierino Favalli (Zanengo, Grumello Cremonese ed Uniti, Llombardia, 1 de maig de 1914 - Cremona, 16 de maig de 1986) va ser un ciclista italià que fou professional entre 1937 i 1946.
Com a ciclista amateur va prendre part en els Jocs Olímpics de 1936, on va prendre part en dues proves del programa de ciclisme. Fou quart en la prova en ruta per equips i setè en la prova en ruta individual. Aquell mateix any fou tercer al Campionat del Món en ruta amateur.
Durant la seva carrera professional aconseguí dotze victòries, entre elles la Milà-Sanremo de 1941 i una etapa al Giro d'Itàlia de 1940. La Segona Guerra Mundial provocà una llarga aturada en la seva carrera esportiva.

## Palmarès
- 1934 (amateur)
  -  Campió d'Itàlia amateur
  - 1r de la Copa Caldirola
- 1937
  - 1r de la Coppa San Geo
- 1938
  - 1r de la Milà-Torí
  - 1r al Giro de la Romanya
  - 1r al Giro de la província de Milà, amb Gino Bartali
- 1939
  - 1r de la Milà-Torí
  - 1r al Gran Premi Stampa-Fiat
  - 1r al Giro de la província de Milà, amb Gino Bartali
- 1940
  - 1r de la Milà-Torí
  - 1r al Giro de la província de Milà, amb Gino Bartali
  - Vencedor d'una etapa al Giro d'Itàlia
- 1941
  - 1r de la Milà-Sanremo
- 1942
  - 1r al Giro de la província de Milà, amb Gino Bartali
  - 1r al Giro de Campània
  - 1r del Giro del Vèneto

### Resultats al Giro d'Itàlia
- 1934. Abandona. (3a etapa)
- 1939. Abandona. (9a etapa)
- 1936. Abandona. (6a etapa)
- 1938. Abandona. (3a etapa)
- 1940. Abandona. (8a etapa). Vencedor d'una etapa